# Meloboris marginata
Meloboris marginata är en stekelart som först beskrevs av Léon Abel Provancher 1874.  Meloboris marginata ingår i släktet Meloboris och familjen brokparasitsteklar. Inga underarter finns listade i Catalogue of Life.